# Grattacielo Intesa Sanpaolo
ll grattacielo Intesa Sanpaolo, provvisoriamente denominato grattacielo Sanpaolo IMI al tempo della presentazione progettuale e oggi anche noto come grattacielo Sanpaolo, è un edificio dell'omonimo gruppo bancario che sorge a Torino, nel quartiere Cit Turin. Alto 167,25 metri, si tratta del terzo edificio più alto di Torino, dopo quello della Regione (205 metri, a Nizza Millefonti) e la storica Mole Antonelliana (167,5 metri, in pieno centro storico). Il progetto è opera dell'architetto Renzo Piano.

## Il progetto

### Presentazione
Nato per forte volontà dell'ex presidente del consiglio di gestione del gruppo bancario Enrico Salza quando la banca torinese e quella milanese erano ancora due entità separate ed egli era a capo del Sanpaolo IMI, il progetto fu presentato al Comune di Torino nel mese di novembre del 2007. In seguito a divergenze interne alla giunta e discussioni riguardanti l'altezza dell'edificio in relazione alla sua vicinanza al centro storico della città, il progetto fu modificato portando l'altezza definitiva da circa 200 a 167,25 m: 25 centimetri in meno rispetto alla seconda costruzione più alta della città e simbolo della medesima, la Mole Antonelliana, che attualmente è seconda soltanto al grattacielo della Regione Piemonte, disegnato da Massimiliano Fuksas.

### Impatto
Il progetto, modificando inevitabilmente lo skyline cittadino, scatenò contrasti, polemiche, proteste e fu uno degli argomenti che ha diviso per lungo tempo la città: nacquero associazioni contrarie che, con lo slogan "Non grattiamo il cielo di Torino", mobilitarono parte della cittadinanza e proposero la celebrazione di un referendum cittadino sull'argomento.
La sua area è di circa 160 × 45 m compresa tra corso Inghilterra, corso Vittorio Emanuele II, via Cavalli e il giardino pubblico Nicola Grosa.
La nuova costruzione avrebbe dovuto fare coppia con il previsto grattacielo FS nel complesso della nuova stazione di Porta Susa, dall'altro lato di corso Inghilterra, la cui realizzazione è stata più volte rimandata per motivi tecnici ed economici e di cui non si conosce l'evoluzione programmatica a fine 2021.
L'edificio conta 38 piani fuori terra e 6 interrati, per una superficie complessiva di 68.000 metri quadri, e, oltre ad uffici, comprende anche un auditorium ed una serra bioclimatica, situata all'ultimo piano. Il progetto di Piano riserva un'importanza particolare alla sostenibilità, ad esempio attraverso l'uso di acqua di falda per il raffreddamento estivo, l'utilizzo di pannelli fotovoltaici sulla facciata sud ed un sistema motorizzato di lamelle per il controllo dell'illuminazione naturale. Il grattacielo ha ottenuto la certificazione energetica per la classe A.

### Riconoscimenti
Nel 2015 il "Green Building Council" gli ha conferito la certificazione LEED Platinum, risultando il grattacielo europeo più ecologico e tra i primi dieci al mondo nella categoria New Constructions.
Nel 2016 il sito specializzato Archdaily.com l'ha premiato come Building of the Year della categoria "Uffici".

## Storia
Dopo alcune indagini geognostiche effettuate nel 2007, i lavori vennero avviati il 12 dicembre 2008. La prima fase del progetto, conclusa il 6 giugno 2011, prevedeva la costruzione delle fondamenta e dei 6 piani interrati con la tecnica top-down.
Nell'autunno del 2010 è stato eseguito il getto della mega-fondazione monolitica, dello spessore di circa cinque metri, per un volume di calcestruzzo (gettato in sole 84 ore no-stop) di oltre 12.500 m³. Questo costituisce il secondo dei getti massivi italiani in calcestruzzo realizzati senza soluzione di continuità, dopo il getto della fondazione del nuovo ospedale Galeazzi di Milano.
La seconda fase dei lavori, ossia la realizzazione delle opere in elevazione del grattacielo, ebbe inizio nell'estate del 2011. Nel febbraio del 2012 fu posizionata la base, ossia il tetto dell'auditorium e primo dei piani d'uffici; un mese dopo il cantiere superò in altezza il Palazzo della Provincia.
Nel febbraio del 2013 iniziarono i lavori di rifinitura esterna del grattacielo con la realizzazione delle pareti e delle facciate a specchio dell'edificio, che sarà il luogo di lavoro di oltre 2.000 dipendenti della banca.
A marzo del 2013 il cantiere impiegava circa 200 lavoratori, di cui circa 140 operai. Il progetto iniziale prevedeva una spesa di 235 milioni di euro e avrebbe dovuto essere inaugurato nel 2011; i costi effettivi furono intorno ai 300 milioni di euro.
Nel maggio del 2013 la struttura raggiunse la sua massima altezza col completamento del primo dei sei elementi portanti verticali bianchi (le cosiddette megacolonne) che percorrono l'edificio per tutta la sua altezza a partire dalla base, rastremandosi sempre di più verso l'alto (ciò è consentito dalla diminuzione progressiva del carico da sostenere).
A metà dicembre del 2014 iniziarono i traslochi di dipendenti e dirigenti della Banca nella nuova sede, ormai pressoché completata.
L'inaugurazione ufficiale dell'edificio è avvenuta il 10 aprile 2015, mentre quella del ristorante al trentacinquesimo piano - il più alto in Italia - si è svolta il 25 maggio 2016. Chiuso alla fine del 2018, il ristorante ha riaperto rinnovato nel giugno del 2019.
Nel settembre 2019 è stata ricollocata nello spazio antistante il grattacielo l'installazione artistica "La Totalità" di Costas Varotsos, proveniente dai giardini di piazza Benefica.

## Galleria d'immagini

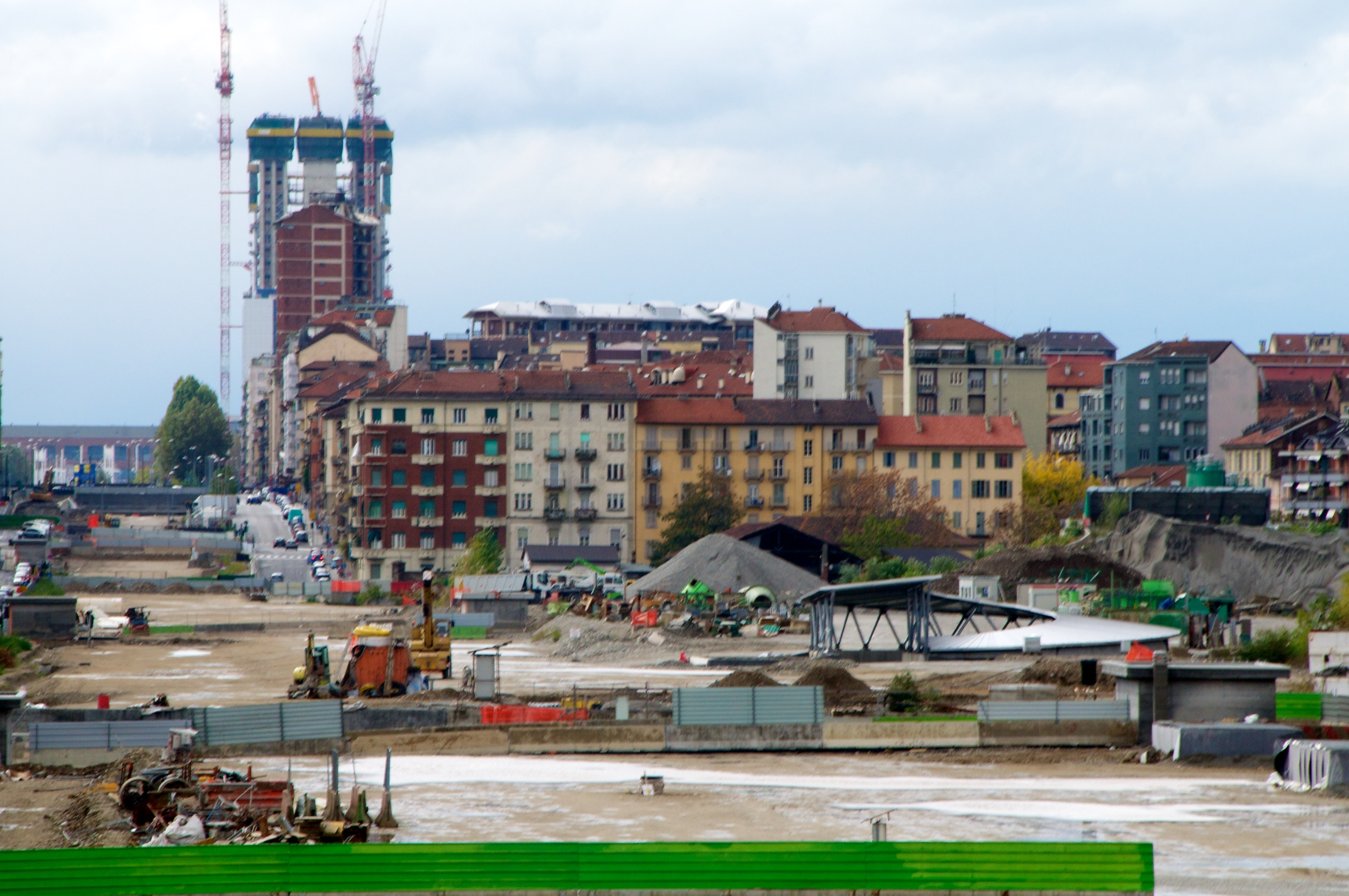
Il grattacielo Sanpaolo in costruzione, in primo piano si può notare la Torre BBPR
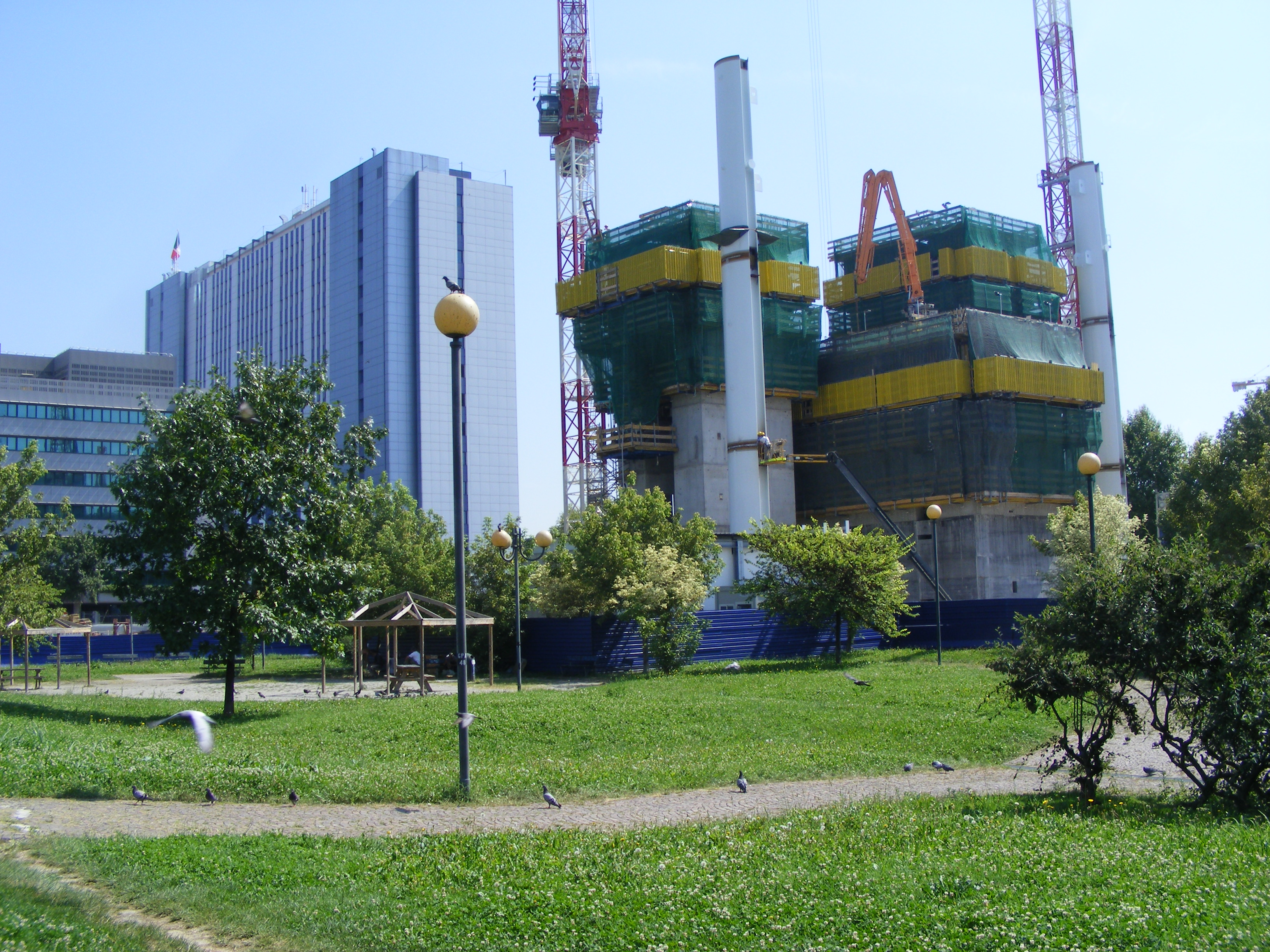
Il cantiere nell'agosto del 2011
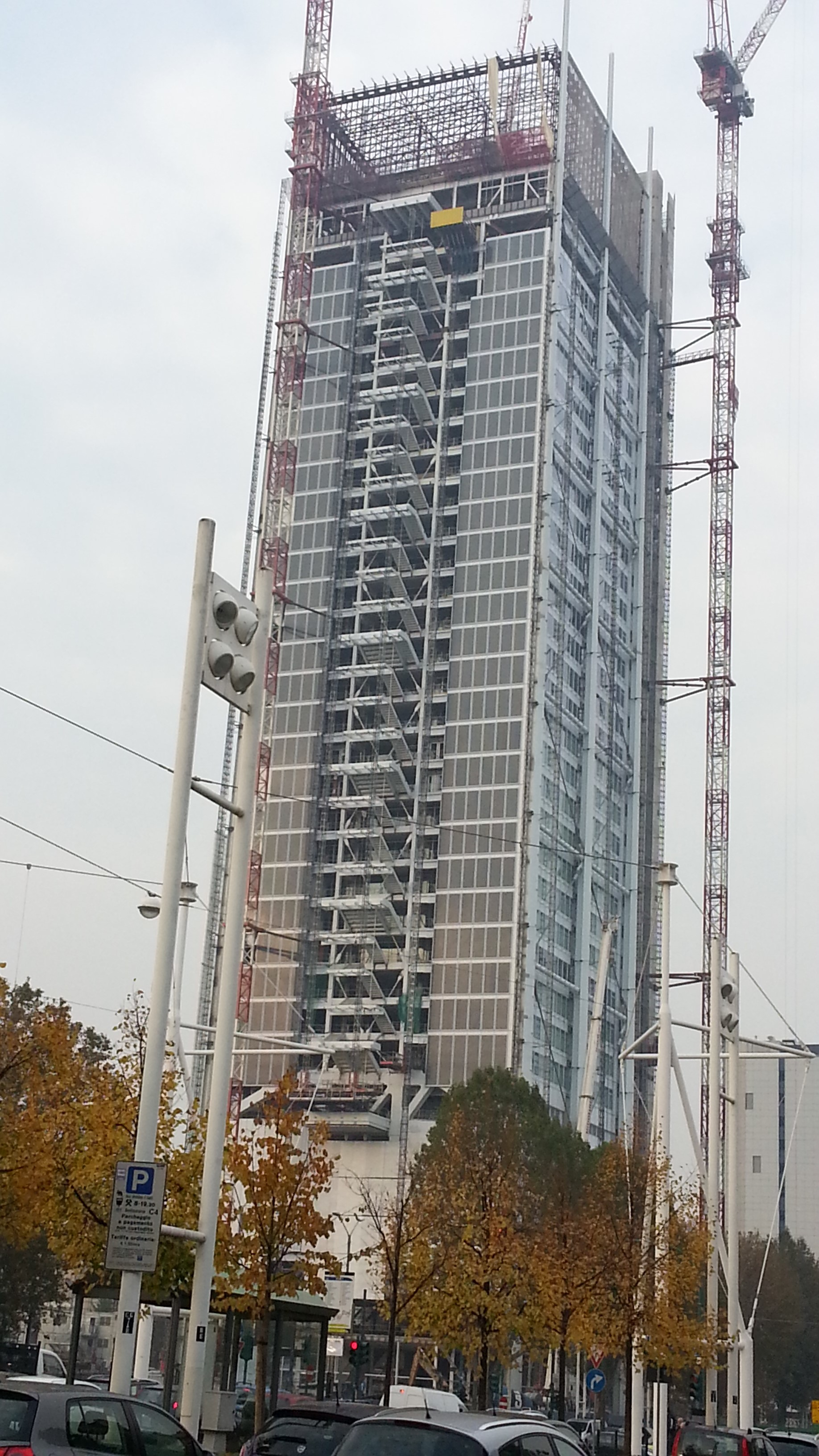
Grattacielo Sanpaolo in costruzione (dicembre 2013)
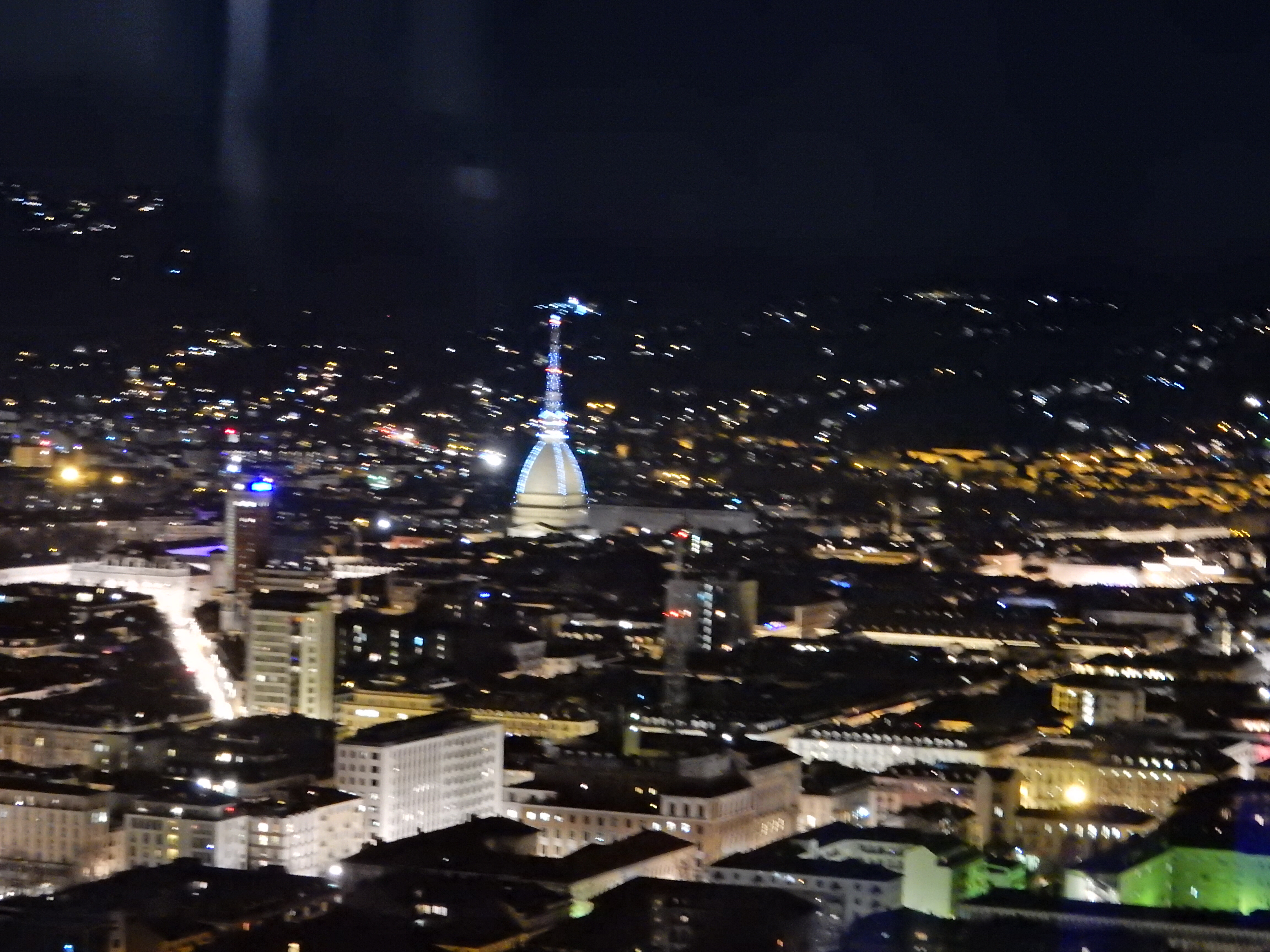
Vista notturna della Mole Antonelliana dal Grattacielo Intesa Sanpaolo
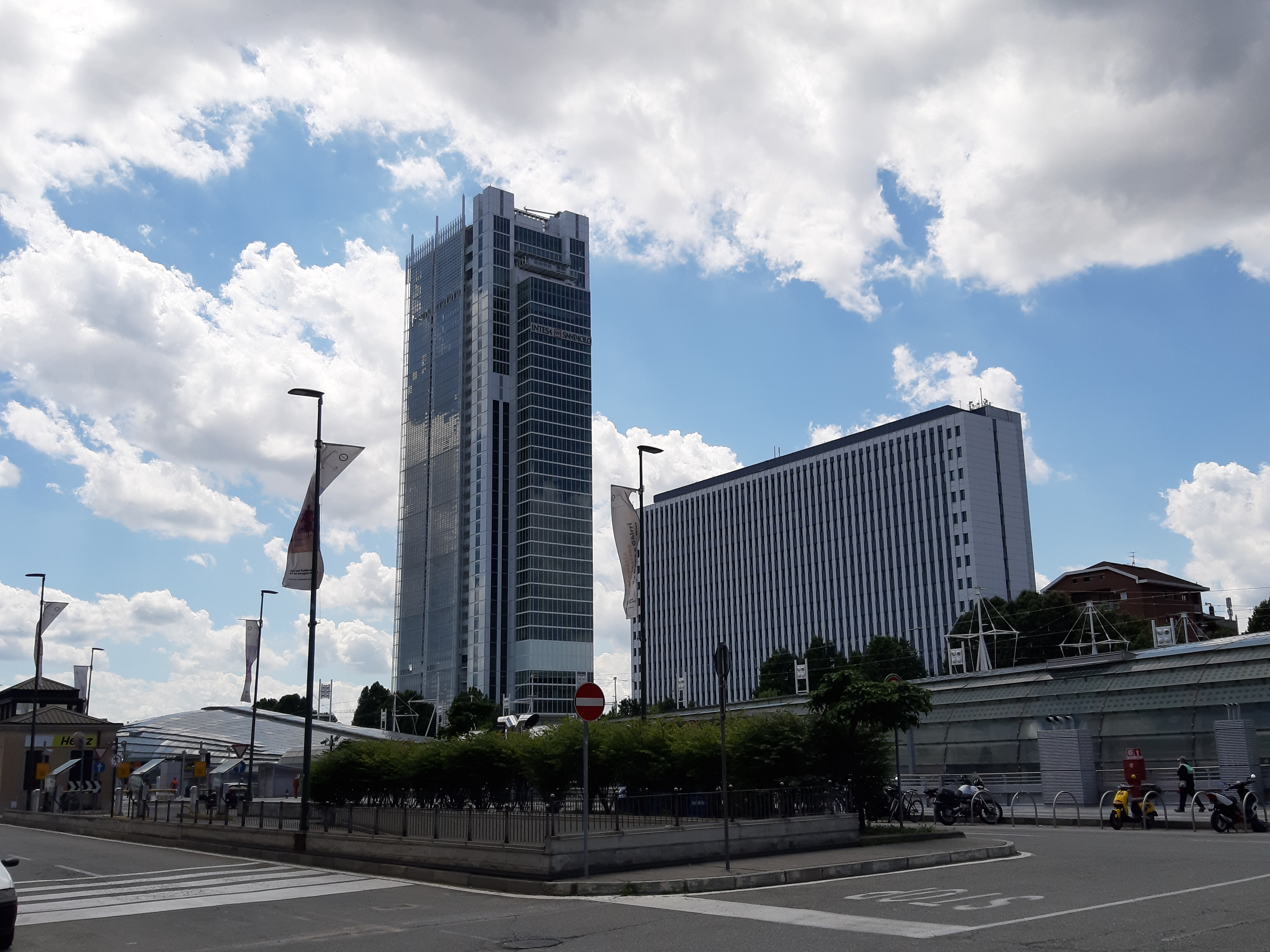
Grattacielo Intesa Sanpaolo e Palazzo della Provincia visti da Porta Susa nel 2020